# Crown International
Crown International, или Crown Audio — американский производитель аудиоэлектроники. Дочерняя компания Harman International Industries (которая с 2017 года входит в состав южнокорейской компании Samsung Electronics).
Сегодня компания известна в первую очередь своими усилителями звуковой мощности.

## История
Международная корпорация радио и электроники (IREC) была основана в 1947 году Кларенсом К. Муром, чиновником из Элкхарта, штат Индиана. Компания начала работу над созданием прочных магнитофонов с открытой катушкой для использования миссионерами в отдаленных частях света. Переоборудованный курятник служил первым производственным предприятием.
В 1960-х годах, по предложению жены К. Мура — Руби, название компании было изменено на «Crown International». Она считала, что название «Международная корпорация радио и электроники» (IREC) слишком длинное, а также из-за того, что эмблемой многих магнитофонов была корона. В 1975 году, по решению акционеров, название компании было изменено на «Crown International, Inc.».
В День Благодарения 1971 года пожар уничтожил 60 % территории комплекса Crown, а оставшееся здание сильно пострадало. Были потеряны незастрахованные активы на сумму $1 миллион. Завод был реконструирован, и в течение шести недель производство усилителей D-60 было возобновлено.
В марте 2000 года компания Crown International была приобретена Harman International в качестве основного поставщика усилителей мощности звука. Подразделение радиочастотного вещания было впоследствии выкуплено потомками Кларенса К. Мура, которые реструктурировали подразделение, чтобы продолжить производство радиопередатчиков и РЧ-усилителей, используя оригинальное фирменное название Мура: «Международная корпорация радио и электроники». После приобретения Crown International компанией Harman International были открыты дополнительные офисы в Нортридже, Лос-Анджелес, Калифорния, где AKG Acoustics, ещё одна компания Harman, имеет штаб-квартиру в Северной Америке.
В июне 2018 года Harman International закрыла штаб-квартиру Crown International в Элкхарте, штат Индиана, и, с целью консолидации ресурсов, перенесла производство в Мексику.
В центре дизайна Harman International, который был открыт в Керетаро, разрабатывают продукты в подразделениях Car Audio и Connected Cars в соответствии с потребностями производителей оригинального оборудования (OEM); данный объект занимает площадь 2000 м². в деловом комплексе Empresalia, где в настоящее время работают до 220 инженеров.